# Amt Hohner Harde
Het Amt Hohner Harde is een Amt in de Duitse deelstaat Sleeswijk-Holstein. Het omvat 12 gemeenten in de Kreis Rendsburg-Eckernförde.

## Deelnemende gemeenten
1. Bargstall
2. Breiholz
3. Christiansholm
4. Elsdorf-Westermühlen
5. Friedrichsgraben
6. Friedrichsholm
7. Hamdorf
8. Hohn
9. Königshügel
10. Lohe-Föhrden
11. Prinzenmoor
12. Sophienhamm

## Geschiedenis
Het huidige Amt ontstond in 1970 door de samenvoeging van de tot dan Amtvrije gemeente Breiholz met de voormalige Ämter Hamdorf en Hohn. De huidige naam werd aangenomen in 1999 . Daarmee verwijst de naam naar een oude Deense bestuurseenheid, de harde.
Sinds 2008 zijn het Amt Hohner Harde en de gemeente Fockbek een Verwaltungsgemeinschaft aangegaan. Fockbek voert sindsdien de bestuurlijke taken uit voor het Amt.